# Петрівка (Бобринецький район)
Петрівка — колишній населений пункт в Кіровоградській області у складі Бобринецького району.

## Стислі відомості
В 1930-х роках — у складі Бобринецького району Одеської області.
В часі Голодомору 1932—1933 років від нелюдської смерті в селах Веселівка; Козорізівка і Петрівка померло не менше 10 людей.